# Don Young
Donald Edwin Young, znany także jako Don Young (ur. 9 czerwca 1933 w Meridianie, zm. 18 marca 2022) – amerykański polityk, republikanin. Od 1973 roku nieprzerwanie był przedstawicielem stanu Alaska w Izbie Reprezentantów Stanów Zjednoczonych, gdzie w latach 1995–2001 był przewodniczącym Komisji do spraw Surowców Naturalnych, a w latach 2001–2007 przewodniczącym Komisji do spraw Transportu i Infrastruktury.